# Agonopterix arenella
Espèce
Agonopterix arenella est une espèce de lépidoptères (papillons) de la famille des Depressariidae.
On la trouve en Europe.
Le papillon a une envergure de 19 à 23 mm.
Il hiverne en tant qu'imago.
Sa larve se nourrit sur les genres Carduus et Centaurea.